# Абу Джафар аль-Мансур
Абу Джафа́р Абдулла́х ибн Муха́ммад аль-Мансу́р (араб. ابو جعفر عبدالله ابن محمد المنصور‎, между 709 и 713/14, Хунейма, Билад аш-Шам, Омейядский халифат — март 763, Багдад, Аббасидский халифат) — второй аббасидский халиф в 753—763 годах, основатель и строитель крупнейшего города средневекового мира — Багдада. Правил в 754—775 годах. Известен по своему почётному титулу — аль-Мансур («Победоносный»).

## Ранние годы
Абу Джафар Абдуллах ибн Мухаммад родился в аббасидском подполье в Хунейме между 709 и 713/14 годами. Он был сыном Мухаммада ибн Али и через него праправнуком Аббаса ибн Абд аль-Муталлиба, дяди исламского пророка Мухаммеда. Его матерью была умм аль-валад Салама, берберка по происхождению. Кроме Абу Джафара в семье было два сына, Абуль-Аббас Абдуллах ибн Мухаммад и Ибрахим ибн Мухаммад. В источниках нет каких-то данных о его образовании. В молодости Абу Джафар много путешествовал с отцом по долгу службы аббасидскому подпольному движению. В детстве он побывал в городах Сирии и Ирака, в частности в Мосуле и Басре, однако вряд ли был в Хорасане, где началось зарождение антиомейядского восстания.
Хотя не сохранилось какого-то рукописного портрета аль-Мансура, однако старая арабская литературная традиция его содержит. При этом она достаточно точна и не противоречит другим известным источникам. Он был человеком высоким и стройным, его кожа была темна и обветренна, а борода негуста и тонка, что удивляло наблюдателей, так как в то время густая борода была непременным атрибутом мужественности. Однако Абу Джафар и не был похож на традиционного мужественного мусульманина: во время публичных рыданий в ходе проповедей (что не считалось в те времена постыдным занятием, а было лишь способом выразить эмоции) его бородка становилась очень жидкой, а слёзы капали на землю. Не менее жидкими были его волосы, которые после того, как они начали седеть халиф красил шафраном, на дух не перенося традиционную хну.

## Ранняя политическая карьера
Первая политическая активность будущего халифа пришлась на 744—746 года. Именно тогда он присоединился к разгоревшемуся в западном Иране мятежу Алида Абдаллаха ибн Муавии. Восстание вышло неудачным, и Абу Джафара схватили силы Омейядов. Ему лишь чудом удалось уцелеть. Позднее среди шиитов распространилось мнение о том, что он якобы присягнул на верность лидеру мятежник Мухаммаду ибн Абдаллаху, тому, кто впоследствии стал его одним из самых опасных политических противников. Так или иначе, после провала восстания Абу Джафар уехал обратно на родину. В источниках нет информации о его дальнейшей деятельности там вплоть до момента появления вместе с остальными членами семьи в эль-Куфе в годы Аббасидской революции, восстания, организацию которого члены династии Аббасидов начали после провала Абдаллаха.
Хунейма стала центром антиомейядского подполья, которое постепенно распространялось на другие города пока в ослабленном Омейядском халифате шла эпоха гражданских войн. Ядро растущего сопротивления, тем не менее, находилось в Иране, но центром восстания стал Хорасан. Омейяды пытались восстановить и укрепить свою власть, действуя жестоко, но неэффективно. Аббасидская революция началась летом 747 года в деревне в Мервском оазисе. Её военным лидером стал Абу Муслим, который не был не Аббасидом, не их ранним сторонником из эль-Куфы, который действовал кроваво и репрессивно. Пока гремели мечи революционных солдат, сами члены династии Аббасидов находились в Хунайме, поскольку революционное ядро из эль-Куфы не хотело рисковать потомками Аббаса. Когда здесь появился агент Омейядов, ему удалось схватить брата аль-Мансура Ибрахима, которого отвезли в Харран к халифу Марвану и вскоре казнили. Из-за этого события остальные Аббасиды в числе 14 человек покинули город, перебравшись в Ирак по дороге к югу через оазис Думат аль-Джандал, прибыв измотанными и без денег в эль-Куфу. Здесь их спрятали местные сторонники. Абу Муслим же, одержав ряд выдающихся побед, выселил последнего правителя Арабского халифата из Омейядов в Иран, а сам подходил к городу, где укрылись Абу Джафар и прочие Аббасиды. Когда местные организовали переворот, мятежные войска вошли в город и принесли клятву верности Абуль-Аббасу, что взял лакаб «ас-Саффах» (дословно — «Проливающий») вопреки Абу Саламе, который планировал сам стать главным распорядителем, а возможно, по мнению их противников, и поставить во главе халифата Алида. В дальнейшем армию вёл дядя халифов ас-Саффаха и аль-Мансура, Абдаллах. Мятежники встретились с силами халифата на реке Большой Заб, одержав над ними победу. В сече погиб и Марван II, с которым эра Омейядов подошла к концу.
Подавив сопротивление Омейядов, единственным избежавшим резни из которых стал первый правитель располагавшегося в аль-Андалусе Омейядского эмирата Абд ар-Рахман I, правнук халифа Хишама ибн Абдул-Малика, ас-Саффах принял власть в свои руки. Во время его правления Абу Джафар стал «одной из ведущих фигур нового режима». Брат сразу назначил его одним из полководцев халифата и направил против последнего наместника Ирака от Омейядов, Умара ибн Хубайры в Васит. Здесь, будучи командиром, он впервые познакомился с командующими хорасанской армии, которые принесли победу революции. Здесь же он познакомился с теми, кто в дальнейшем будет служить ему верой и правдой, став делателями его побед — Хазимом ибн Хузеймой, Усманом ибн Нахиком и молодым аль-Хасаном ибн Кахтабой, сыном одного из командиров революции. Расправившись с мятежником в Васите, Абу Джафар направился на плато Бадият-эль-Джазира, где он вместе с армией проводил «зачистку» последних очагов проомейядской оппозиции. После переговоров на его сторону перешёл Исхак ибн Муслим аль-Укайли, наместник Арминии и в будущем — один из важнейших и лучших советников халифа. Подчинив Арминию, он познакомился с советником и приближенным последнего халифа Марвана Язидом ас-Сулами, который был одним из представителей местной полуавтономной знати и занимал важное место среди кайситов в армии Омейядов. Абу Джафар смог заручиться его поддержкой и военной помощью, которая очень пригодилась Аббасидам в дальнейшем. Таким образом, в ходе подавления последних осколков проомейядского сопротивления Абу Джафар смог собрать под своим контролем мощную военную силу, что дала ему возможность осуществить дальнейшие политические амбиции.

## Консолидация власти
Абуль-Аббас Абдуллах ибн Мухаммад, принявший лакаб «ас-Саффах», скончался после недолгого правления от оспы 8 июня 754 года. Абу Джафар в этот момент совершал хадж в Мекку. Вместе с ним находился и Абу Муслим, который без каких-то колебаний присягнул на верность новому халифу и поспешил на коронацию, перед этим остановившись для проповеди в эль-Куфе, а затем навестив Ису ибн Мусу, который хранил казну халифата. В начале следующего по исламскому календарю года в Анбаре, где и скончался халиф, Абу Джафару принесли клятву сначала Абу Муслим публично, затем Иса ибн Муса, а затем и прочие.
В своих политических устремлениях Абу Джафар брал пример с великих правителей халифата Омейядов, в котором вырос, — Муавии, Абдуль-Малика и его сына Хишама. Его целью стало установить собственную власть, основанную на господстве одной семьи с «надёжным фундаментом», которым должна была стать хорошо обученная и оплачиваемая регулярная армия — ту самую власть, которой пользовались ранние Омейяды. Он многократно любил повторять: «Тем, кому не хватает денег, не хватит и людей, а те, кому не хватает людей, увидят, как их враги станут сильнее». Его деятельность привела к явному конфликту с теми, кто поддерживал династию, но считал, что подобная философия власти является предательством революции. Фактически вместо нового справедливого общества, основанного на коранических законах и общеисламском равенстве, они получили очередную «элиту», заменившую старую. Мало того, значительная часть этой старой элиты не была «раскулачена», а вошла в состав новой. Разочарованные подобной политикой, они искали поддержки среди Алидов, членов семьи четвёртого праведного халифа Али ибн Абу Талиба. Кроме этого, при такой внутренней политике в новом государстве не нашлось места и для де-факто автономного хорасанского государства Абу Муслима. Однако Мансура подобная оппозиция его власти не смущала, и он был готов подавить всех, кто был с ним не согласен. До разгрома мятежа Алидов в Медине в 762/63 годах ему противостояли три основные политические коалиции — сирийцы, которым не понравилась подчинённая роль, Абу Муслим с его хорасанскими и иранскими сторонниками и Алиды вместе с теми, кто видел в них потенциальную замену новой власти.

## Новая столица
Аль-Мансур, по-видимому, сознавал, что замирение персов возможно только путём установления культурной преемственности с традиционной персидской монархией. По персидской традиции аль-Мансур положил в основу управления обширный штат чиновников, который невозможно было разместить в пределах эль-Куфы и Басры — шиитских городов, в лояльности которых у халифа были все основания сомневаться. Для строительства новой столицы, Багдада, аль-Мансур выбрал место неподалёку от разрушенной столицы Сасанидов, Ктесифона. Первые багдадские здания были возведены из обломков дворцов персидских царей.
Аль-Мансур умер в марте 763 года. Все последующие багдадские халифы являются его прямыми потомками.

## Семья
Задолго до прихода к власти Абу Джафар удачно женился на Арве, более известной как Умм Муса, происходившей из древней династии правителей Химьяра. Согласно добрачному соглашению, аль-Мансур, пока была жива Арва, не имел права брать других жён и иметь наложниц. Аль-Мансур неоднократно пытался аннулировать это соглашение, однако его жене всегда удавалось убедить судей этого не делать. Умм Муса Арва умерла на десятом году правления халифа аль-Мансура, родив ему двух сыновей — Мухаммеда и Джафара, которых халиф рассматривал в качестве своих единственных законных наследников.

## Развитие наук
Поручил Мухаммаду аль-Фазари составление книги «Синд-Гинд».

### Комментарии
1. ↑  Это было связано, в частности, с принятой им присягой: «О люди Ирака, объект неусыпной заботы нашей и благорасположения. Вы те, благочестие которых никогда не мог изменить или отклонить напор злодеев. Такими вы остались и по сей день, и Аллах даровал вам династию нашу. И вы станете счастливейшими из людей нашими заботами, чего вы и заслуживаете вполне за вашу к нам преданность. Жалуем вам еще по сто дирхемов годового содержания сверх установленного. Но будьте всегда в готовности, ибо, объявляю вам, я тот, который станет проливать кровь отступников беспощадно, я — гибель несущий мститель»[9].